# Territorialprincipen
Territorialprincipen, på latin Jus soli vilket betyder "jordens rätt", är en princip för bestämmande av medborgarskap som utgår från att medborgarskap förvärvas automatiskt av ett barn när det föds inom en viss stats territorium. Vilket medborgarskap föräldrarna har, har ingen betydelse. 
I USA är territorialprincipen huvudregeln för amerikanskt medborgarskap, medan huvudregeln i Sverige och större delen av Europa är jus sanguinis. 
Vanligen tillämpar en stat en kombination av de båda principerna, även om tyngdpunkten läggs vid den ena. I Sverige tillämpas territorialprincipen i så mån att barn till en svensk man och en utländsk kvinna inte gifta med varandra, blir svensk medborgare om barnet är fött i Sverige. Sveriges huvudregel avser dock föräldrarnas medborgarskap. I USA tillämpas dock inte territorialprincipen ifall barnets föräldrar är utländska diplomater.